# Лаконија
Лаконија, позната и као Лакедемонија, округ је у периферији Пелопонез и историјској покрајини Пелопонез у југозападном делу Грчке. Управно средиште округа је град Спарта. Важан је и град Гитио.
Округ Лаконија је успостављен 2011. године на месту некадашње префектуре, која је имала исти назив, обухват и границе.
У оквиру округа Лаконија налази се и древни градови Монемвасија и Мистра, оба под заштитом УНЕСКО-а. Историјске границе области су планине Парнон и Тајгет. 

## Порекло назива
Назив префектуре недвосмислено упућује на старогрчку област и полис Лаконију, који је био значаја у току историје старе Грчке.

## Природне одлике
Округ Лаконија заузима сам југ Пелопонеза, али и крајњи југ копнене Грчке, Балкана и целе копнене Европе (рт Тенарон). Са југа, југозапада и истока округ је окружен морем. Са севера се округ Лаконија граничи са округом Аркадија и са запада са округом Месенија.
Округ Лаконија је изразито приморски, јер са југа, југозапада и истока излази дугом обалом на море, при чему је на југозападу Јонско море, а са југа и истока Егејско море. Највећи део јужне обале је у оквиру Лаконског залива, дела западног Егејског мора. Западно од овог залива налзи се полуострво Мани, а источно полуострво Малија. На крајњем југу полуострва Мани налази се чувени рт Матапан или Тенарон, најјужнија тачка копнене Европе. На крајњем југу округа налази се мало острво Елафонизос.
Унутрашњост округа је махом планинска. Најпознатија планина је на западу је Тајгетус, а на истоку Парнон. Плодна приморска равница реке Евротас заузима мали, средишњи део оркуга и налази се на врху Лаконског залива. Ту живи највећи део становништва и ту се налазе два највећа насеља, Спарта и Гитио.
Клима у округу Лаконија је у приморским деловима средоземна, док у вишем планинском делу оштрија и ближа континенталној клими.

## Историја
Област Округа Лаконија била је једна од најважнијих у доба старе Грчке, познатија по имену главног средишта полиса, града Спарте (погледати: Спарта). Претходно је била у саставу Микенске цивилизације, да би је потом населили Дорци. У Хомерово доба она је постала важна и то ће бити све док траје историја старе Грчке. Мањи значај Лаконија заузима у следећим епохама: у хеленистичко доба, затим доба старог Рима и Византије. У 13. веку освајају је Крсташи, али се убрзо поново враћа под власт Византије. Током 14. века овде се дешава касни процват културе и уметности у граду Мистра, да би средином 15. века подручје Лаконије постало део Османског царства. Под њима ће остати до савременог доба, осим неких делова приморја, који ће бити у пар краћих периода под управом Млечана.
1821. г. ово подручје било је једно од првих која су узела учешће у Грчком Устанку. Одмах по успостављању државе Грчке образована је и префектура Лаконија и обновљен град Спарта, њено управно средиште. Све ово је допринело да подручје почело развијати. И поред тога током 20. века сеоско подручје Лаконије је било исељеничко са наглим смањењем становништва услед и даље тешких животних услова. Последњих деценија префектура се нашла у нешто бољем положају, пре свега захваљујући развоју туризма, како морског, тако и културолошког (Спарта, Мистра, Монемвасија). Са друге стране некадашња префектура, данас округ је био и једно од најтеже погођених подручја прилично бројним шумским пожарима током протеклих 2 деценије.

## Становништво
По последњим проценама из 2005. године округ Лаконија је имао нешто преко 100.000 становника, од чега свега 1/4 живи у седишту округа, граду Спарти. Последњих деценија број становника је имао променљив ток кретања:
- 1991. г. - 87.106 становника.
- 1991. г. - 95.696 становника.
- 2001. г. - 94.918 становника.

Етнички састав: Главно становништво округа су Грци, а званично признатих историјских мањина нема. И поред тога у округу живи заједница Рома.
Густина насељености је око 28 ст./км², што је готово 3 пута мање од просека Грчке (око 80 ст./км²) и на зачељу међу окрузима Грчке. Равничарско подручје око Спарте и Гитија је значајно гушће насељено, док је удаљеније планинско подручје на истоку и северу готово пусто.

## Управна подела и насеља
Округ Лаконија се дели на 5 општина:
1. Евротас
2. Елафонизос
3. Источни Мани
4. Монемвасија
5. Спарта

Спарта је седиште округа и највећи град. Поре тога, велики град (> 10.000 ст.) у округу је и Гитио.

## Привреда
Округ Лаконија спада у слабије развијене у Грчкој. Омања индустрија развијена је у градовима. Приморска насеље су туристички посећена, док је у унутрашњости највише развијено сточарство.